# Vanilla coursii
Vanilla coursii är en orkidéart som beskrevs av Joseph Marie Henry Alfred Perrier de la Bâthie. Vanilla coursii ingår i släktet Vanilla och familjen orkidéer. Inga underarter finns listade i Catalogue of Life.